# Xanthorhoe majorata
Xanthorhoe majorata là một loài bướm đêm trong họ Geometridae.